# Pallacanestro maschile ai XIX Giochi panamericani
Il campionato maschile di pallacanestro ai XIX Giochi panamericani si è svolto dal 31 ottobre al 4 novembre 2023 a Santiago del Cile, in Cile, durante i XIX Giochi panamericani.

## Squadre partecipanti
- Argentina
- Brasile
- Cile
- Messico
- Panama
- Porto Rico
- Rep. Dominicana
- Venezuela

## Prima fase
La prima fase a gruppi prevede che le prime due squadre di ciascun girone accedono alle semifinali per l'accesso alla finalissima. Le squadre terze classificate disputano la finale per il 5º posto, mentre le quarte classificate dei gironi disputano la finale per il 7º posto.

### Girone A

#### Classifica
| Squadra         | G | V | P | PF  | PS  | DP  | P.ti |
| --------------- | - | - | - | --- | --- | --- | ---- |
| Argentina       | 3 | 3 | 0 | 226 | 246 | +16 | 6    |
| Venezuela       | 3 | 2 | 1 | 257 | 253 | +4  | 5    |
| Rep. Dominicana | 3 | 1 | 2 | 252 | 227 | +25 | 4    |
| Panama          | 3 | 0 | 3 | 198 | 243 | −45 | 3    |

Risultati
| Arbitro: | Jorge Vásquez |

|          |       |         |
| Scala 23 | Punti | 22 Sojo |

| Arbitro: | Luis Vázquez |

|             |       |           |
| Guerrero 16 | Punti | 13 Romero |

| Arbitro: | Johnny Batista |

|            |       |           |
| Sánchez 21 | Punti | 23 Cuello |

| Arbitro: | Luis Vásquez |

|                     |       |           |
| Colmenares, Sojo 21 | Punti | 22 JPérez |

| Arbitro: | Johnny Batista |

|         |       |           |
| Saiz 19 | Punti | 30 Solano |

| Arbitro: | Krishna Domínguez |

|            |       |         |
| Sánchez 23 | Punti | Sojo 22 |

### Girone B

#### Classifica
| Squadra    | G | V | P | PF  | PS  | DP  | P.ti |
| ---------- | - | - | - | --- | --- | --- | ---- |
| Brasile    | 3 | 3 | 0 | 240 | 16  | +74 | 6    |
| Messico    | 3 | 1 | 2 | 195 | 209 | -14 | 4    |
| Cile       | 3 | 1 | 2 | 172 | 223 | -51 | 4    |
| Porto Rico | 3 | 1 | 2 | 211 | 220 | -9  | 4    |

1. ↑  Qualificato per miglior classifica avulsa: Messico 1-1 (+6), Cile 1-1 (0), Portorico 1-1 (-6)

Risultati
| Arbitro: | Gastón Maina |

|                  |       |             |
| Valdés, Jaimes 9 | Punti | 14 Crepaldi |

| Arbitro: | Julio Anaya |

|             |       |           |
| Carvacho 16 | Punti | 14 Vaughn |

| Arbitro: | Leonardo Zalazar |

|         |       |            |
| Cruz 23 | Punti | 24 Montano |

| Arbitro: | Daniel García |

|         |       |         |
| Dias 21 | Punti | 9 Jones |

| Arbitro: | Andrés Maina |

|         |       |         |
| Dias 17 | Punti | 18 Boyd |

| Arbitro: | Michael Scott |

|             |       |              |
| Carvacho 16 | Punti | 19 Gutiérrez |

## Fase finale
|  | Semifinali | Semifinali | Semifinali |           |           | Finale    | Finale  | Finale |  |
|  |            |            |            |           |           |           |         |        |  |
|  | 1A         | Argentina  | 108        |           |           |           |         |        |  |
|  | 1A         | Argentina  | 108        |           |           |           |         |        |  |
|  | 2B         | Messico    | 73         |           |           |           |         |        |  |
|  | 2B         | Messico    | 73         |           | Argentina | Argentina | 79      |        |  |
|  |            |            |            |           | Argentina | Argentina | 79      |        |  |
|  |            |            | Venezuela  | Venezuela | 65        |           |         |        |  |
|  | 1B         | Brasile    | Venezuela  | Venezuela | 65        | 77        |         |        |  |
|  | 1B         | Brasile    |            |           |           | 77        |         |        |  |
|  | 2A         | Venezuela  | 84         |           |           |           |         |        |  |
|  | 2A         | Venezuela  | 84         |           |           |           |         |        |  |
|  |            |            |            |           |           |           |         |        |  |
|  |            |            |            |           |           | Messico   | Messico | 61     |  |
|  |            |            |            |           |           | Messico   | Messico | 61     |  |
|  |            |            |            |           |           | Brasile   | Brasile | 73     |  |

### Semifinali
| Arbitro: | Jorge Vásquez |

|            |       |              |
| Baralle 13 | Punti | 15 Andriassi |

| Arbitro: | Luis Vásquez |

|        |       |             |
| Gui 22 | Punti | 22 Sifontes |

### Finale 7º posto
| Arbitro: | Leonardo Zalazar |

|             |       |           |
| Quintero 17 | Punti | 25 Ocasio |

### Finale 5º posto
| Arbitro: | Andrés Maina |

|          |       |             |
| Suero 15 | Punti | 24 Carvacho |

### Finale 3º posto
| Arbitri: | Jorge Vásquez Leonardo Zalazar Johnny Batista |

|            |       |           |
| Montano 16 | Punti | 18 Reynan |

### Finale 1º posto
| Arbitri: | Luis Vásquez Julio Anaya Andrés Bartel (URU) |

|             |       |         |
| Lugarini 18 | Punti | 17 Sojo |

## Classifica finale
| Pos. | Nazione         | Rosa |
| ---- | --------------- | --- |
|      | Argentina       | Argentina6 Scala, 8 Barral, 9 Baralle, 11 Lugarini, 14 Saiz, 18 Pérez, 20 Bocca, 23 Giovannetti, 33 Ramírez, 44 Cuello, 83 Gallizzi, 91 Hernández, All. Leandro Ramella |
|      | Venezuela       | Venezuela2 Mijares, 3 Urbina, 6 Sojo, 12 Centeno, 13 Ascanio, 14 Ruiz, 15 Graterol, 20 Sifontes, 21 Pirela, 34 Martínez, 43 Colmenares, 77 Medina, All. Daniel Seoane   |
|      | Brasile         | Brasile1 Gui, 3 Machado, 4 Ruivo, 5 Corazza, 7 Didi, 8 Siqueira, 9 Dias, 10 Márcio, 21 Wesley, 25 Crepaldi, 29 Reynan, 35 Tavares, All. Gustavo de Conti                |
| 4.   | Messico         | Messico1 Valdes, 2 Girón, 3 Jaimes, 5 Ávalos, 7 Andriassi, 8 Meyer, 11 Machado, 12 Álvarez, 15 Camacho, 16 Montano, 24 De Haro, 25 Gutiérrez, All. Gustavo Quintero     |
| 5.   | Cile            | Cile0 Pérez, 1 Jones, 8 Carrasco, 9 Morales, 12 Aguirre, 15 Ansaldo, 19 Vergara, 20 Isla, 21 Carrión, 30 Silva, 32 Carvacho, 33 Sáez, All. Juan Manuel Córdoba          |
| 6.   | Rep. Dominicana | Rep. Dominicana0 Peña, 1 Suero, 4 Solano, 7 Castillo, 8 Bautista, 9 Dicent, 14 Simon, 23 Francis, 24 Pérez, 30 Araujo, 35 Guerrero, 40 Ferreiras, All. Néstor García    |
| 7.   | Porto Rico      | Porto Rico6 Avilés, 9 Vaughn, 12 I. Cruz, 13 Medina, 15 Rodriguez, 17 Ocasio, 20 Cintrón, 22 Ortiz, 25 Boyd, 30 Matos, 31 W. Cruz, 35 López, All. Nelson Colón          |
| 8.   | Panama          | Panama0 López, 4 Hall, 6 Aguilar, 7 Sánchez, 10 Quintero, 11 Armstrong, 12 King, 13 Grant, 16 Romero, 21 Atencio, 24 Gedeon, 29 Bell, All. -                            |